# Michał Warczyński
Michał Warczyński (ur. 4 lutego 1945) – polski duchowny luterański, w latach 1992–2010 biskup diecezji pomorsko-wielkopolskiej Kościoła Ewangelicko-Augsburskiego w RP.
Po studiach w Chrześcijańskiej Akademii Teologicznej w Warszawie ordynowany na duchownego 18 kwietnia 1971 r. w kościele Zbawiciela w Sopocie, gdzie pozostawał wikariuszem ks. seniora Edwarda Dietza do 1973 r. W latach 1973–1983 był duszpasterzem parafii w Zduńskiej Woli, w latach 1983–2010 r. był proboszczem w Sopocie. W urząd biskupa diecezjalnego wprowadzony 7 marca 1992 r. w Sopocie.